# St. Bartholomäus (Frengkofen)

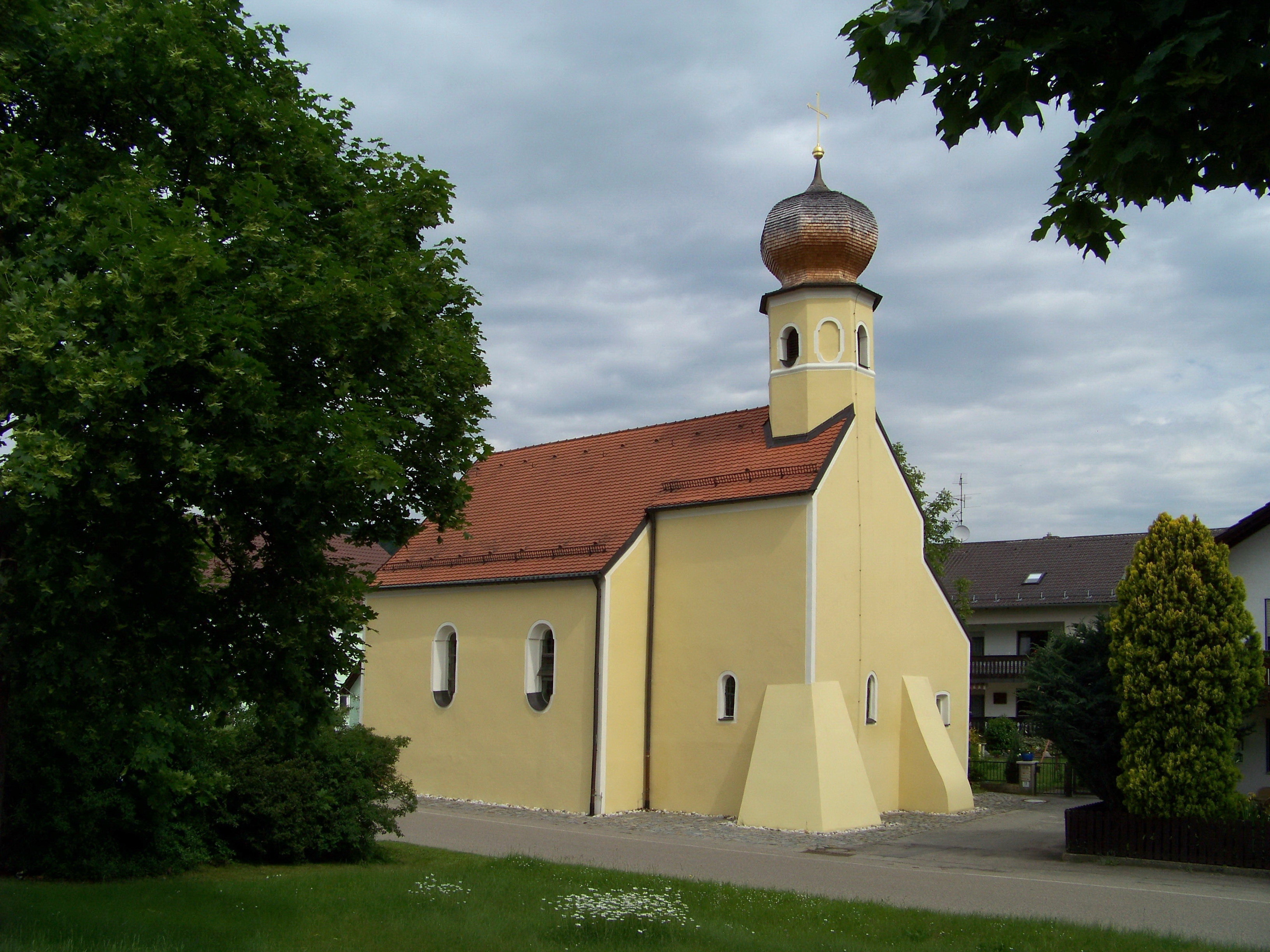
St. Bartholomäus (Frengkofen)

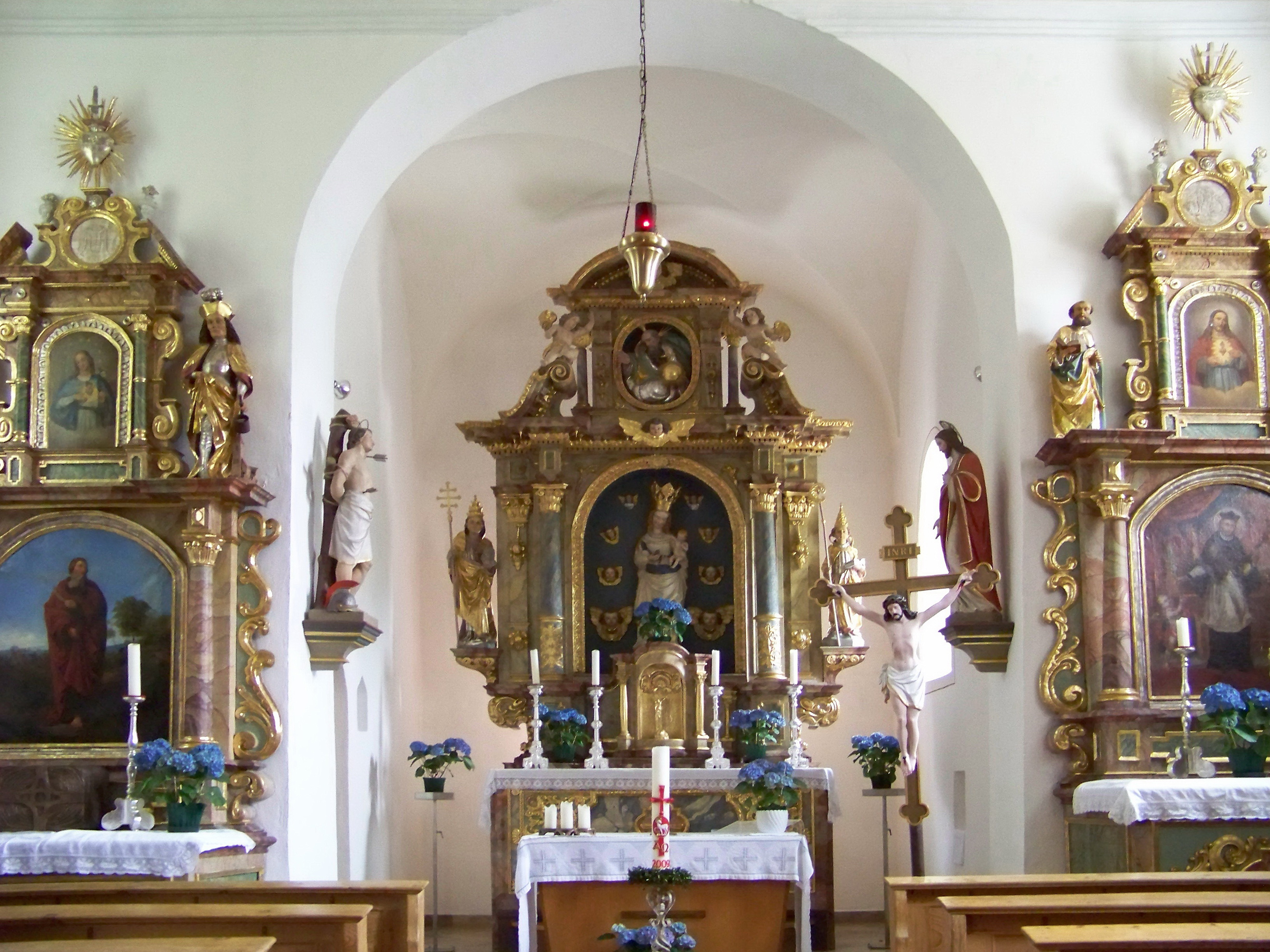
Innenansicht

Die römisch-katholische, denkmalgeschützte Filialkirche St. Bartholomäus steht in Frengkofen, einem Gemeindeteil der Gemeinde Bach an der Donau im Landkreis Regensburg der Oberpfalz. Sie gehört zur Pfarrei Mariä Geburt im Dekanat Donaustauf des Bistums Regensburg. Das Bauwerk ist unter der Denkmalnummer D-3-75-116-9 als Baudenkmal in die Bayerische Denkmalliste eingetragen.

## Beschreibung
Die um 1400 erbaute Saalkirche wurde im 17./18. Jahrhundert umgebaut. Sie besteht aus einem Langhaus, das mit einem Satteldach bedeckt ist, und einem im Kern gotischen Chorturm im Osten, der von Strebepfeilern gestützt wird, und aus dessen Satteldach sich ein achteckiger Dachreiter erhebt, der mit einer verschindelten Zwiebelhaube bedeckt ist.
Der Innenraum des Chors, d. h. das Erdgeschoss des Chorturms, ist mit einem Kreuzgratgewölbe überspannt. Die Flachdecke im Innern des Langhauses ist mit stuckierten Hohlkehlen gerahmt. Zur Kirchenausstattung gehören Altäre aus dem 17. Jahrhundert, die mit spätgotischen Statuen geschmückt sind, und die Kanzel vom Anfang des 18. Jahrhunderts, deren Schalldeckel mit einem Putto, der die Gesetzestafeln hält, bekrönt wird. Im barocken Altarauszug des Hochaltars befindet sich ein Medaillon mit der Darstellung Gottvaters, im Altarretabel ein Marienbildnis. Die Seitenaltäre sind mit nazarenischen Bildern versehen, auf denen Johannes der Täufer, Florian, Johannes Nepomuk und Peter und Paul dargestellt sind.